# Wujaki
Wujaki (niem. Wujaken, w latach 1934–1945 Ohmswalde) – wieś w Polsce położona w województwie warmińsko-mazurskim, w powiecie szczycieńskim, w gminie Rozogi.
W końcu XIX wieku w lokalnej szkole, niemiecki nauczyciel Harpein, wprowadził zwyczaj dawania tzw. „Polaka”. Był to kawałek drewna z czarną i czerwoną główką. „Polaka”, wraz z karą cielesną, otrzymywało w każdą sobotę dziecko, które przyłapano na mówieniu po polsku. Osoba ta musiała nosić ten kawałek drewna do czasu wyśledzenia kolejnego dziecka posługującego się polszczyzną.
W latach 1975–1998 miejscowość administracyjnie należała do województwa ostrołęckiego.